# Coppa Italia 2016-2017 (pallavolo maschile)
La Coppa Italia 2016-2017 si è svolta dal 14 dicembre 2016 al 29 gennaio 2017: al torneo hanno partecipato dodici squadre di club italiane e la vittoria finale è andata per la quinta volta all'Associazione Sportiva Volley Lube.

## Regolamento
Le squadre hanno disputato ottavi di finale (a cui hanno partecipato le squadre classificate dal quinto al dodicesimo posto nel girone di andata della Serie A1 2016-17), quarti di finale, semifinali e finale.

## Squadre partecipanti
| Squadra            | Qualificazione                           | Ultima partecipazione |
| ------------------ | ---------------------------------------- | --------------------- |
| Milano             | 7ª al girone di andata Serie A1 2016-17  | Coppa Italia 2015-16  |
| Modena             | 3ª al girone di andata Serie A1 2016-17  | Coppa Italia 2015-16  |
| Molfetta           | 12ª al girone di andata Serie A1 2016-17 | Coppa Italia 2015-16  |
| Padova             | 9ª al girone di andata Serie A1 2016-17  | Coppa Italia 2007-08  |
| Sir Safety Perugia | 4ª al girone di andata Serie A1 2016-17  | Coppa Italia 2015-16  |
| Piacenza           | 5ª al girone di andata Serie A1 2016-17  | Coppa Italia 2014-15  |
| Porto Robur Costa  | 10ª al girone di andata Serie A1 2016-17 | Coppa Italia 2014-15  |
| Argos              | 11ª al girone di andata Serie A1 2016-17 | Debutto               |
| Lube               | 1ª al girone di andata Serie A1 2016-17  | Coppa Italia 2015-16  |
| Trentino           | 2ª al girone di andata Serie A1 2016-17  | Coppa Italia 2015-16  |
| BluVolley Verona   | 6ª al girone di andata Serie A1 2016-17  | Coppa Italia 2015-16  |
| Callipo            | 8ª al girone di andata Serie A1 2016-17  | Coppa Italia 2013-14  |

## Torneo

### Tabellone
|  | Playoff            | Playoff  |                  |          | Quarti di finale | Quarti di finale |   |                 | Semifinali      | Semifinali |  |  | Finale | Finale |
|  |                    |          |                  |          |                  |                  |   |                 |                 |            |  |  |        |        |
|  |                    |          |                  |          |                  |                  |   |                 |                 |            |  |  |        |        |
|  |                    |          |                  |          |                  |                  |   |                 |                 |            |  |  |        |        |
|  | Lube               | 3        |                  |          |                  |                  |   |                 |                 |            |  |  |        |        |
|  | Lube               | 3        | Callipo          | 3        |                  |                  |   |                 |                 |            |  |  |        |        |
|  |                    | Callipo  | Callipo          | 3        | 0                |                  |   |                 |                 |            |  |  |        |        |
|  | Padova             | Callipo  | 1                |          | 0                | Lube             | 3 |                 |                 |            |  |  |        |        |
|  | Padova             |          | 1                |          |                  | Lube             | 3 |                 |                 |            |  |  |        |        |
|  |                    |          |                  | Piacenza | 2                |                  |   |                 |                 |            |  |  |        |        |
|  | Sir Safety Perugia | 2        |                  | Piacenza | 2                |                  |   |                 |                 |            |  |  |        |        |
|  | Sir Safety Perugia | 2        | Piacenza         | 3        |                  |                  |   |                 |                 |            |  |  |        |        |
|  |                    | Piacenza | Piacenza         | 3        | 3                |                  |   |                 |                 |            |  |  |        |        |
|  | Molfetta           | Piacenza | 1                |          | 3                | Lube             | 3 |                 |                 |            |  |  |        |        |
|  | Molfetta           |          | 1                |          |                  | Lube             | 3 |                 |                 |            |  |  |        |        |
|  |                    |          |                  | Trentino | 1                |                  |   |                 |                 |            |  |  |        |        |
|  | Trentino           | 3        |                  | Trentino | 1                |                  |   |                 |                 |            |  |  |        |        |
|  | Trentino           | 3        | Milano           | 3        |                  |                  |   |                 |                 |            |  |  |        |        |
|  |                    | Milano   | Milano           | 3        | 0                |                  |   |                 |                 |            |  |  |        |        |
|  | Porto Robur Costa  | Milano   | 2                |          | 0                | Trentino         | 3 | Finale 3º posto | Finale 3º posto |            |  |  |        |        |
|  | Porto Robur Costa  |          | 2                |          |                  | Trentino         | 3 | Finale 3º posto | Finale 3º posto |            |  |  |        |        |
|  |                    |          |                  | Modena   | 2                |                  |   |                 |                 |            |  |  |        |        |
|  | Modena             | 3        |                  | Modena   | 2                |                  |   |                 |                 |            |  |  |        |        |
|  | Modena             | 3        | BluVolley Verona | 0        |                  |                  | - | -               |                 |            |  |  |        |        |
|  |                    | Argos    | BluVolley Verona | 0        | 0                |                  | - | -               |                 |            |  |  |        |        |
|  | Argos              | Argos    | 3                |          | 0                | -                | - |                 |                 |            |  |  |        |        |
|  | Argos              |          | 3                |          |                  | -                | - |                 |                 |            |  |  |        |        |

### Risultati

#### Ottavi di finale
| 14 dicembre 2016 PalaValentia, Vibo Valentia Durata: 1h:38 - Spettatori: 445     | Callipo          | 3 - 1 | Padova            | 25-14, 20-25, 25-16, 26-24        |
| 14 dicembre 2016 PalaBanca, Piacenza Durata: 1h:47 - Spettatori: 689             | Piacenza         | 3 - 1 | Molfetta          | 25-23, 22-25, 25-22, 25-17        |
| 14 dicembre 2016 Palazzetto dello Sport, Monza Durata: 2h:15 - Spettatori: 1 392 | Milano           | 3 - 2 | Porto Robur Costa | 25-18, 17-25, 25-22, 28-30, 15-13 |
| 14 dicembre 2016 PalaOlimpia, Verona Durata: 1h:23 - Spettatori: 881             | BluVolley Verona | 0 - 3 | Argos             | 23-25, 20-25, 18-25               |

#### Quarti di finale
| 11 gennaio 2017 PalaCivitanova, Civitanova Marche Durata: 1h:18 - Spettatori: 2 153 | Lube               | 3 - 0 | Callipo  | 27-17, 25-22, 25-22               |
| 11 gennaio 2017 PalaEvangelisti, Perugia Durata: 2h:09 - Spettatori: 2 922          | Sir Safety Perugia | 2 - 3 | Piacenza | 25-17, 25-23, 23-25, 21-25, 13-15 |
| 11 gennaio 2017 PalaTrento, Trento Durata: 1h:11 - Spettatori: 2 591                | Trentino           | 3 - 0 | Milano   | 25-19, 25-18, 25-10               |
| 11 gennaio 2017 PalaPanini, Modena Durata: 1h:24 - Spettatori: ?                    | Modena             | 3 - 0 | Argos    | 25-16, 34-32, 25-19               |

#### Semifinali
| 28 gennaio 2017 Unipol Arena, Casalecchio di Reno Durata: 2h:08 - Spettatori: 7 540 | Lube     | 3 - 2 | Piacenza | 25-12, 23-25, 25-15, 24-26, 15-13 |
| 28 gennaio 2017 Unipol Arena, Casalecchio di Reno Durata: 2h:29 - Spettatori: 7 800 | Trentino | 3 - 2 | Modena   | 26-28, 30-28, 22-25, 30-28, 15-13 |

#### Finale
| 29 gennaio 2017 Unipol Arena, Casalecchio di Reno Durata: 1h:51 - Spettatori: 12 000 | Lube | 3 - 1 | Trentino | 25-21, 23-25, 25-15, 25-20 |